# China National Building Material
China National Building Material Co., Ltd. o CNBM es una empresa que cotiza en bolsa, participa en productos de cemento, materiales de construcción ligeros, productos de fibra de vidrio y plásticos reforzados con fibra y empresas de servicios de ingeniería.
CNBM es actualmente el mayor productor de cemento y escayola de la China. También es el mayor productor de fibra de vidrio de Asia.
CNBM fue incluido en la Bolsa de Hong Kong en virtud de una OPV del 23 de marzo de 2006.
CNBM se unió al Índice de las empresas chinas Hang Seng a partir del 10 de marzo de 2008.
En octubre de 2013, CNBM firmó un acuerdo con Qatari Investors Group para ampliar la planta de cemento Al Khalij. Al Khalij, filial de Qatari Investors Group, tiene previsto doblar el clinker y la capacidad de producción en la planta a 12.000tpd y 14.000tpd, respectivamente. FLSmidth suministrará equipos y maquinaria para la expansión de 190 millones de dólares estadounidenses.
En 2013, CNBM adquiere el fabricante chino de módulos solares Jetion Solar.
En 2014, CNBM adquiere el fabricante alemán de películas delgadas Avancis.
mediados 2014, CNBM asumió todos los riesgos y beneficios para 10 centrales solares de Ucrania: Voskhod Solar, Neptuno Solar, Franko Solar, Franko PV, Dunayskaya SES-1, Dunayskaya SES-2, Priozernaya-1, Priozernaya-2, Limanskaya Energy-1 y Limanskaya Energy-2.
En 2015, CNBM comenzó a trabajar en una nueva fábrica de CIGS de 1,5 GW a Bengbu, provincia de Anhui, China, en el que promete convertirse en una de las instalaciones de fabricación de CIGS más grandes del país.
En 2016, los desarrolladores de energía solar del Reino Unido WElink Energy y British Solar Renewables (BSR) han firmado un acuerdo de 1.100 millones de libras esterlinas con el CNBM para desarrollar proyectos de energía solar y viviendas de carbono cero en el Reino Unido.
La compañía matriz de China National Building Material es el grupo nacional de materiales de construcción de China (establecido en 1984), es una empresa estatal administrada por la Comisión Estatal de Supervisión y Administración de Activos del Consejo de Estado.